# Nacerdes barbara
Nacerdes barbara es una especie de coleóptero de la familia Oedemeridae.

## Distribución geográfica
Habita en Argelia.